# 南部手槍
南部手槍（日语：南部拳銃）是一系列由日本東京炮兵工廠（小石川工廠）生產的半自動手槍。該系列有四種衍生型，包括：1902年大型甲型（也被稱為“祖父南部”） 、1902年大型乙型（也被稱為“爸爸南部”）、小型（也被稱為“嬰兒南部”）以及十四年式。
這些手槍由南部麒次郎設計，並在第二次中日戰爭及二次大戰中獲日本軍廣泛使用。其中甲型的產量最少，小型更沒有正式成為日軍任何部隊的制式武器，只有部份軍官私下購買作配槍使用。而吉田智凖在此基础上設計的十四年式則被日軍正式採納為制式手槍。
隨著在二戰爆發後，十四年式的產量被大幅增加，但由於這些手槍都是於趕工的狀態下出廠，與戰前生產的批次相比品質顯著下降。

## 歷史
南部手槍的歷史最早源自南部麒次郎於1897年開始的“30年自動手槍計劃”。儘管在外觀上與德國魯格手槍有點相似，該槍在結構上受到毛瑟C96手槍和意大利格里森蒂1910型手槍的影響較深。南部手槍的首個版本於1902年完成，並命名為“甲型”。該版本曾被日本皇軍進行測試，但從沒有正式採用過。大量的甲型曾被賣到軍閥割據時期的中國，以及暹羅。與英軍巧同的是，日本陸軍的軍官均需要選購自己的配槍，因此也有部份日本陸軍的軍官非官方地使用甲型。而乙型也於1924年被日本海軍陸戰隊採納為制式手槍，暹羅陸軍也於1920年代開始採用。
乙型和小型南部手槍都是在東京炮兵工廠生產，只有少數在東京瓦斯電力工業（現日野汽車）生產。而十四年式則由名古屋軍械廠生產。

## 設計特徵
所有版本的南部手槍都是運用後座作用原理和閉鎖式槍栓的半自動手槍。即使它們的覆進簧是從左側突出，這些手槍的重量分佈依然相當平均。它們都具備著一根較幼的槍管以及一體化的底把。其槍管鍛造在底把內部。南部手槍採用了類似格里森蒂1910型手槍的“支撐”式閉鎖系統。在回膛時，槍管復位後，會有一個阻塊從底把下方向上升起，以鎖耳勾著槍栓，從而將其鎖定。南部系列手槍的彈匣為可分離式設計，並不像部份當代的半自動手槍，如毛瑟C96般需使用橋夾把子彈壓入固定彈倉內供彈。其彈匣釋放鈕位於握把左側。彈匣容量分別為7發（小型）和8發（甲型、乙型和十四年式）。這些手槍有一個通病，就是它們的保險裝置和彈匣釋放鈕並不能有效地讓射手在打空彈匣後把彈匣鬆開掉出，故射手需以雙手把彈匣從槍上拿下來，從而增加了重新裝填所需的時間。另外，南部手槍在打空子彈後會像現代大部份半自動手槍一樣設有無彈後定功能，但在移除空彈匣後拉桿會立刻復位，故在更換彈匣後必須重新拉動已復位的拉桿上膛。南部手槍發射低壓的8×22毫米南部手槍彈，比起二戰時期其他國家所使用的手槍彈，如美國.45 ACP、蘇聯7.62×25毫米托卡列夫、英國.455韋伯利及德國9×19毫米帕拉貝倫都要弱。

### 甲型／乙型

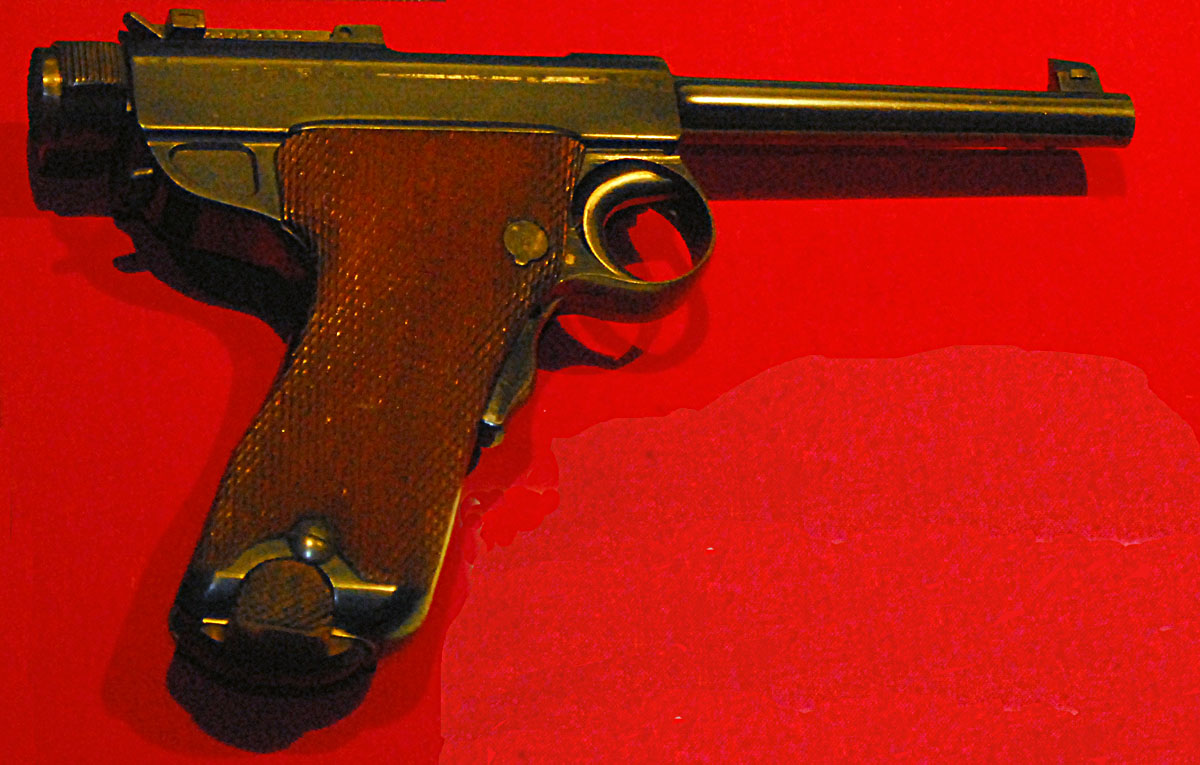
被西方槍迷稱為“祖父型南部”的甲型

甲型南部是該系列的首個型號，該槍於1902年由南部麒次郎設計。甲型有兩個批次，於1903—06年生產的第一批次與1906年後生產的第二批次有著明顯差異。美國收藏家通常會把這些甲型南部稱為“祖父南部”（Grandpa Nambus）。 直到1923年停產前，東京兵工廠和東京瓦斯電力工業一共生產了2,400把甲型。 甲型南部在外觀上看起來像魯格P08手槍，但在功能上則較像毛瑟C96。
被美國收藏家稱為“爸爸南部”（Papa Nambu）的乙型南部與被稱為“祖父南部”的甲型南部手槍有著許多差異，該型號由東京兵工廠一共生產了7,000把。其中“祖父型”的扳機護環被認為是太窄，尤其在戴上手套後更不便於操作。針對此問題，後來生產的改良型均擴大了扳機護環 。
另外，“祖父南部”的彈匣底部為木製品，並在底把後方設有焊接的槍繩扣。而“爸爸南部”則改用了鋁製的彈匣底板，另保留了槍繩扣。部份二戰前在暹羅軍隊服役的“祖父南部”和“爸爸南部”，它們的握把後方均刻有特別的符號。

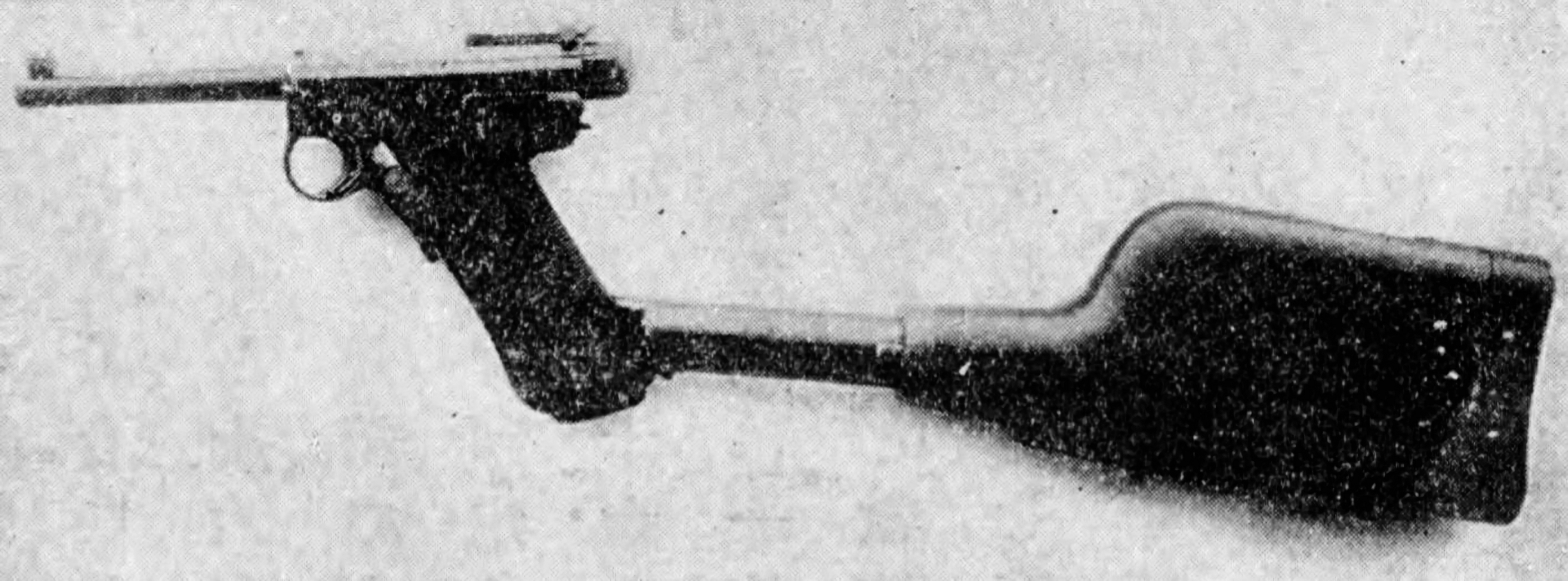
裝上槍托的南部大型手槍

甲型手槍在握把上設有參考自毛瑟C96用於安裝槍托的軌道。

### 小型
“小型南部”是對乙型南部縮小四分三尺寸的版本。該槍是針對部份用戶認為甲型手槍較笨重和銷量不佳的問題而推出 。這個版本被日本當局官方命名為“南部式”。由於外型緊湊，該槍在美國也被槍迷和收藏家廣泛地稱為“嬰兒南部”（Baby Nambu）。“嬰兒南部”發射口徑比先前型號使用的8×22毫米南部彈更小的7×20毫米南部彈。該槍在東京炮兵工廠投入生產。最初的450把小型南部手槍具備木製的彈匣底板，以及一根單一直徑的擊針。但後期的批次則改用鋁製彈匣底板和多重直徑的擊針。小型手槍並沒有官方地獲得日本軍隊的任何單位採用 ，大部份該型號的手槍都是由一些日本軍官私自購買並用作配槍。然而由於價錢與進口的外國手槍相比下被認為是太昂貴，該槍並沒有在日軍中流行起來。當時在日本陸軍服裝供應商偕行社出售的小型南部手槍售價高達180日元，而一名新任命少尉的月薪才只有70日元。
在1923年關東大地震後，小石川的工廠停止生產該槍的零件，但組裝工作仍一直持續到1929年。

### 十四年式

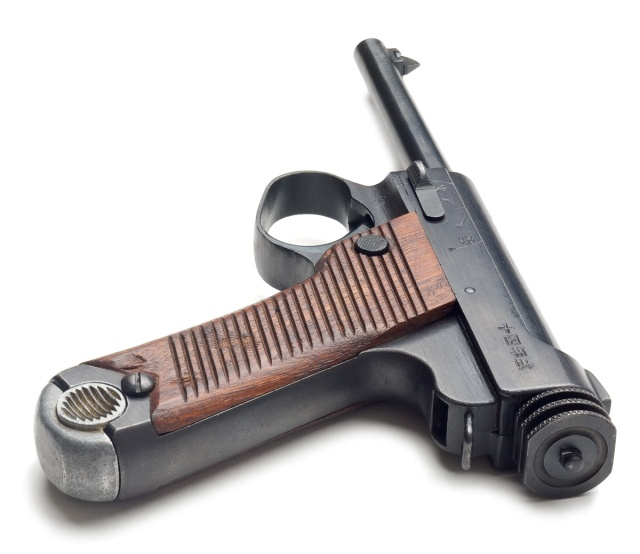
十四年式

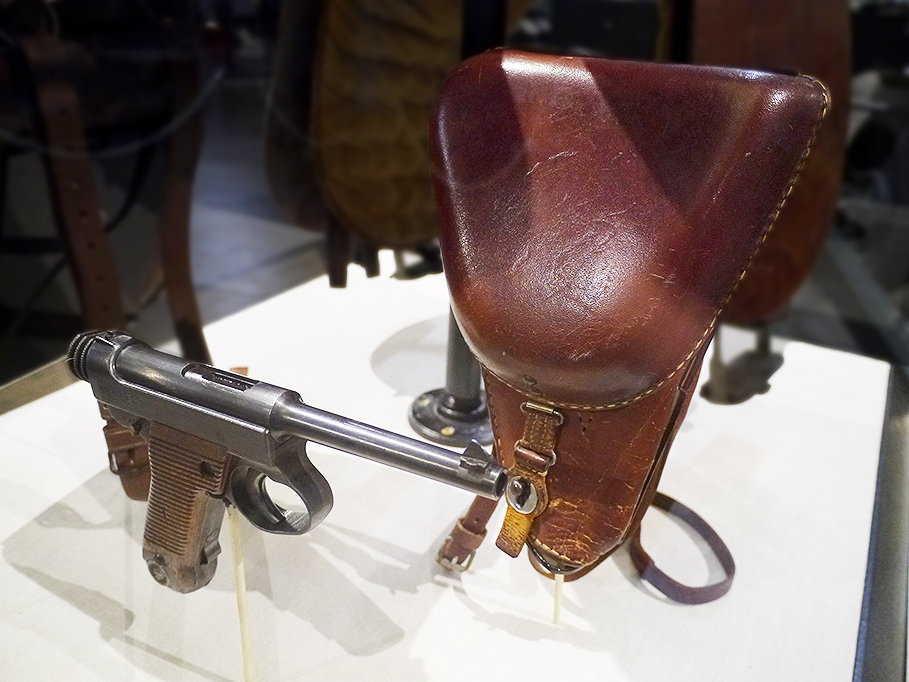
收藏在德州軍事博物館的十四年式

“十四年式”是於1925年設計的改良版本，目的是要簡化生產工序以降低成本。該槍於1927年成為日軍制式武器並發配給陸軍中的士官使用，同時也向軍官出售。十四年式是乙型南部的進一步改進型。其產量約高達400,000把。 大部份的十四年式在槍身左側均刻有生產年號、年份和月份。
後期生產的型號有著一個加大的橢圓形扳機護環，這是為了解決有日軍士兵反映在滿洲作戰時戴上手套後難以開槍的問題。部份手槍還以鋼製滾花拉桿取代了原本開槽的拉桿。於1940年中期再進一步改良，在彈匣內加入了輔助彈簧，以穩固彈匣及促進彈匣托彈板的運作。其保險裝置為一個位於槍身左側的槓桿，它的作用是鎖死槍管和阻止司牙移動。為簡化生產工序，在1944年推出了一種經重新設計的拉桿。另外，十四年式取消了舊型號設有的握把保險。該槍還能夠透過使用特殊配件裝填90式催淚彈。
據指，在二戰前生產的十四年式品質較佳，但在戰爭期間生產的手槍質量則越來越差。戰時出廠的十四年式有著以機器加工的標記、較薄的烤藍和缺乏拋光處理，反映了戰時資源短缺所造成的影響變得越來越明顯。戰爭後期的十四年式雖在品質上明顯下降，但依然能夠正常使用。其槍套的品質也同樣因資源短缺而持續下降。生產物料更由皮革改為橡膠帆布。
十四年式手槍機械故障率高尤其是擊針易斷，故使用者要帶備後備擊針以便隨時更換，在第二次中日戰爭期間除了日軍士兵外，中國各地的抗日游擊隊也有繳獲使用，由於十四年式手槍的槍套形狀像烏龜而被中國人稱為「王八盒子」，又由於外形類似雞腿而被稱作「雞腿盒子」或「雞腿擼子」。
在二戰過後，中國國民黨和共產黨雙方的軍隊接收了大量投降日軍士兵的武器，當中包括十四年式手槍。這些武器被用於後來的國共內戰和韓戰。朝鮮人民軍的軍官在韓戰初期也大量裝備十四年式和其他日本武器。
十四年式也在越戰時被北越軍隊和越南南方民族解放陣線等準軍事組織所使用。
日本戰敗後日軍被解取武裝，大部份武器被聯合國軍接管。但後來為了解決治安問題，日本政府向駐日盟軍總司令請求交還部份收繳的武器以裝備警察部隊，終於1946年獲歸還部份十四年式手槍，並與美國供應的武器一同使用，直至被更先進的武器取代。
在1945年，美國人威廉·B·儒格從一名美國海軍陸戰隊員手上購得一把繳獲的十四年式手槍。後來儒格在他的倉庫內成功仿造出兩把南部樣式的手槍，為他日後面向大眾推出的.22 LR口徑儒格標準型手槍埋下重要基礎。

## 其他衍生型
- 北支一九式拳銃：十四年式的改良版，在戰爭末期於日軍佔領下的中國北平（現北京）生產。
- 試製拳銃付軍刀：把手槍和軍刀合而為一的實驗性質刀銃型武器，除了在手槍的頂部接上刀刃外還把三十二年式軍刀甲的刀柄和南部手槍的握把一體化，同時延長了握把的尺寸及取消了扳機護環。最初製作了四把以小型南部手槍作原型改造而成的樣本，但它們都在關東大地震後遺失了。後來日本人再以十四年式為原型製作了三把試作的刀銃，但由於被質疑實用性，最後於1929年停止開發。

## 使用國家

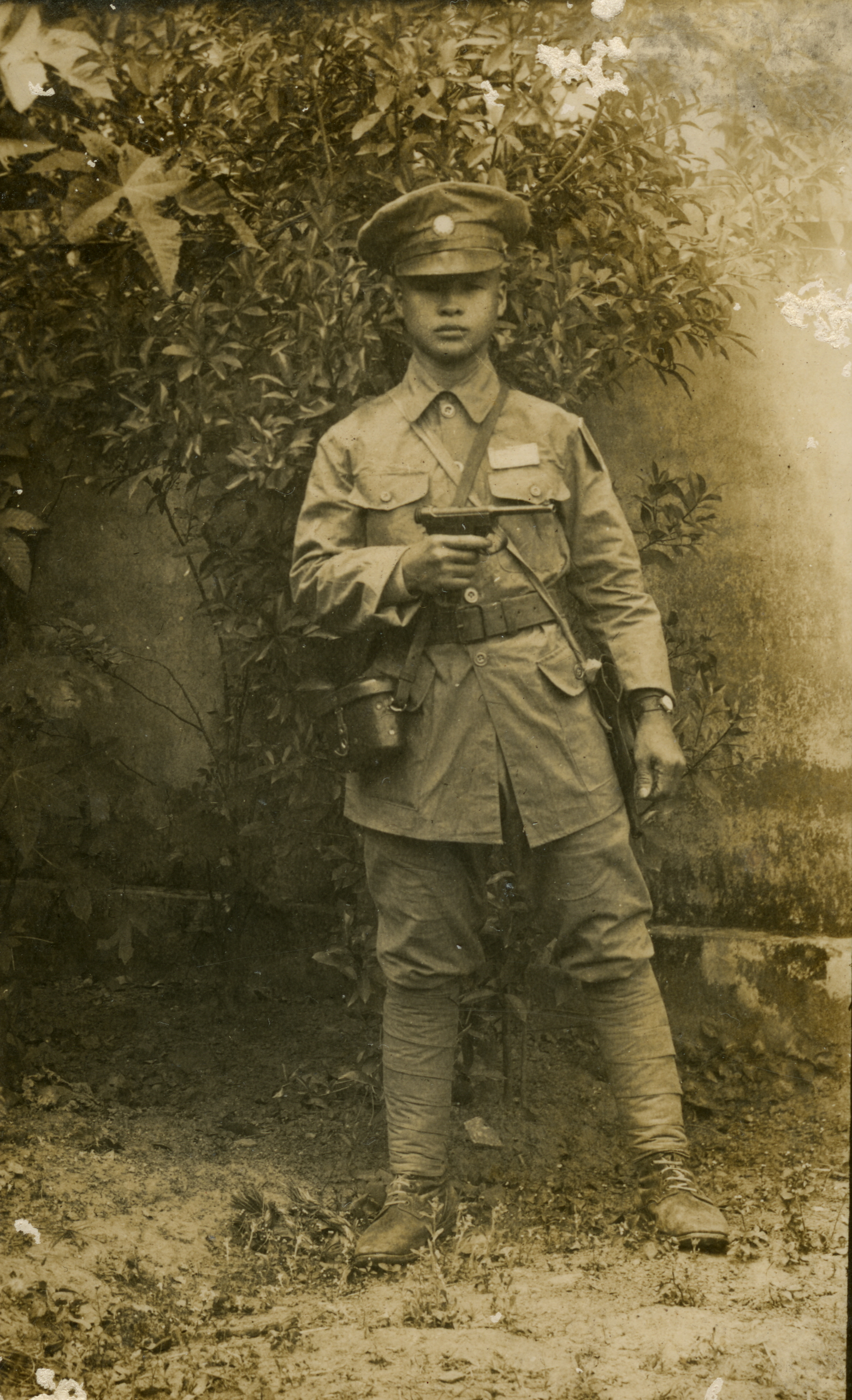
手持十四年式手槍的中國國民革命軍士兵

- 中華民國
  - 軍閥勢力
  - 國民革命軍
  - 中華民國國軍
- 中华人民共和国
  - 中國人民解放軍
  - 中國民兵
- 印度尼西亞
- 大日本帝国
  - 日本皇軍
- 日本
  - 警察單位
- - 朝鮮人民軍
- 滿洲國
- 菲律賓
- 泰國
- 越南
  - 越南人民軍

## 登場作品

### 電影
- 2001年—《珍珠港》：型號為十四年式手槍，由一名日本皇軍士兵所使用，沒有開火場面。
- 2004年—：型號為十四年式手槍，由朝鮮人民軍軍官所使用，其中一把被身為韓國軍人的主角李振泰（張東健飾演）所繳獲。
- 2005年—：型號為十四年式手槍，由日本皇軍所屬的彥部中尉（山口雅飾演）和長井少校（小林元樹飾演）所使用。其中長井的手槍被美國陸軍遊騎兵所屬的西德·沃喬中士（馬克斯·馬蒂尼飾演）搶奪並用來擊殺其前使用者。
- 2006年—《來自硫磺島的信》：型號為十四年式手槍和小型南部，都由日本皇軍士兵所使用。
- 2008年—《葉問》：型號為十四年式手槍，由日本皇軍上校佐藤（澀谷天馬飾演）所使用。
- 2008年—：型號為十四年式手槍，由日本皇軍士兵和朴昌義的手下所使用。
- 2009年—《南京！南京！》：型號為十四年式手槍，由日本皇軍中尉伊田修（木幡龍飾演）所使用。
- 2010年—：型號為十四年式手槍，由朝鮮人民軍軍官所使用。
- 2011年—《登陸之日》：型號為十四年式手槍，由日本皇軍大佐長谷川辰雄（小田切讓飾演）和其他日本軍官所使用。
- 2011年—《太平洋的奇蹟》：型號為十四年式手槍，由日本皇軍士兵所使用。

### 電視劇
- 2010年—：型號為十四年式手槍，由日本皇軍士兵所使用。其中一把被美國海軍陸戰隊所屬的主角勞勃·里奇（詹姆士·貝吉·戴爾飾演）當成戰利品帶走，最後他把該槍送了給軍醫格蘭特（馬特·克拉文飾演）。

### 電子遊戲
- 2003年—：型號為十四年式手槍，於第六個戰役任務中由日本皇軍的軍官所使用，玩家無法使用。
- 2004年—：型號為十四年式手槍，命名為“南部手槍”，由日本皇軍軍官和醫療兵所使用，可被玩家繳獲。
- 2008年—：型號為十四年式手槍，命名為“南部”。奇怪地在空倉重新裝填玩家角色移除空彈匣後處於空倉掛機狀態的拉桿不會自動復位。戰役模式中由日本皇軍士兵於“背水一戰”（Last Stand）狀態時使用，也於第一個關卡“永遠忠誠”（Semper Fi）中由美國海軍陸戰隊所屬的沙利文中士交給剛從死裡逃生的玩家角色米勒列兵使用。聯機模式中可在解鎖後由所有陣營使用。
- 2009年—：型號為十四年式手槍，載彈量只有7發，由日軍偵察兵所使用。奇怪地沒有空倉掛機。
- 2010年—：型號為十四年式手槍，只在單機模式關卡“極光行動”中由渡邊所使用，玩家無法使用。
- 2022年—《應徵入伍》：型號為十四年式。

## 外部連結
- How a Type 14 Nambu works （页面存档备份，存于）